# Pali Miska
Pali Miska (ur. 19 maja 1931 we wsi Bradvicë k. Korczy, zm. we wrześniu 2009 w Tiranie) – albański działacz komunistyczny, minister przemysłu i gónictwa w latach 1975–1976, w rządzie Mehmeta Shehu, wicepremier Albanii w latach 1976–1981 i 1989-1991, przewodniczący Zgromadzenia Ludowego w latach 1982-1987.

## Życiorys
W latach 1939–1943 uczył się w szkole w rodzinnej miejscowości, a następnie pracował fizycznie. W latach 1945–1951 robotnik w tartaku w Korczy. Po wstąpieniu do Albańskiej Partii Pracy w 1951 rozpoczął służbę wojskową. W 1956 zarządzał garażami w kombinacie drzewnym w Elbasanie, a rok później rozpoczął studia w Instytucie Ekonomicznym w Tiranie. Po ich ukończeniu w 1959 objął stanowisko wicedyrektora kombinatu w Elbasanie. Od 1964 dyrektor tartaku w Fushë-Arrëz.
Od 1968 pracował w aparacie partyjnym. W 1969 objął kierownictwo komitetu okręgowego partii w Pukë, a w 1975 kierował strukturami partii w Kukësie. W 1970 po raz pierwszy zdobył mandat deputowanego do Zgromadzenia Ludowego, by w latach 1982-1987 pełnić funkcję przewodniczącego parlamentu. W latach 1975–1981 zasiadał w rządzie albańskim, początkowo jako minister przemysłu i górnictwa, a następnie jako wicepremier. W 1983 przez krótki czas kierował organizacją partyjną w Fierze. Na fotelu wicepremiera zasiadł ponownie w lutym 1989, kiedy na czele rządu stanął Adil Çarçani.
W latach 1975–1990 był członkiem Biura Politycznego i Komitetu Centralnego APP. Na X Kongresie partii w 1991 został z niej usunięty, w tym samym roku zakończył sprawowanie mandatu parlamentarzysty. W 1991 roku został aresztowany z powodu nadużyć finansowych. Sądzony wraz z 9 członkami Biura Politycznego Albańskiej Partii pracy, dnia 30 grudnia 1993 roku został skazany na 7 lat więzienia; wyszedł na wolność w 1996 roku. Zmarł w Tiranie.